# Biaora
Biaora là một thành phố và khu đô thị của quận Rajgarh thuộc bang Madhya Pradesh, Ấn Độ.

## Địa lý
Biaora có vị trí 23°52′B 76°55′Đ / 23,87°B 76,92°Đ Nó có độ cao trung bình là 415 mét (1361 foot).

## Nhân khẩu
Theo điều tra dân số năm 2001 của Ấn Độ, Biaora có dân số 37.816 người. Phái nam chiếm 53% tổng số dân và phái nữ chiếm 47%. Biaora có tỷ lệ 65% biết đọc biết viết, cao hơn tỷ lệ trung bình toàn quốc là 59,5%: tỷ lệ cho phái nam là 73%, và tỷ lệ cho phái nữ là 55%. Tại Biaora, 15% dân số nhỏ hơn 6 tuổi.